# کلودیو کورالی
کلودیو کورالی (انگلیسی: Claudio Coralli؛ زادهٔ ۱ مارس ۱۹۸۳) بازیکن فوتبال اهل ایتالیا است.
از باشگاه‌هایی که در آن بازی کرده‌است می‌توان به باشگاه فوتبال رجینا، باشگاه فوتبال کرمونزه، باشگاه فوتبال چیتادلا، باشگاه فوتبال امپولی، و باشگاه فوتبال یو. اس. پرگولیتزه اشاره کرد.